# Алеганска скритохрила саламандра
Алеганските скритохрили саламандри (Cryptobranchus alleganiensis) са вид земноводни от семейство Гигантски саламандри (Cryptobranchidae).
Разпространени са в района на Апалачите.
Таксонът е описан за пръв път от френския зоолог Франсоа Мари Доден през 1803 година.

## Подвидове
- Cryptobranchus alleganiensis alleganiensis
- Cryptobranchus alleganiensis bishopi